# Camellia japonica
Camellia japonica es una de las especies de Camellia más conocidas, Pertenece a la familia de las teáceas.

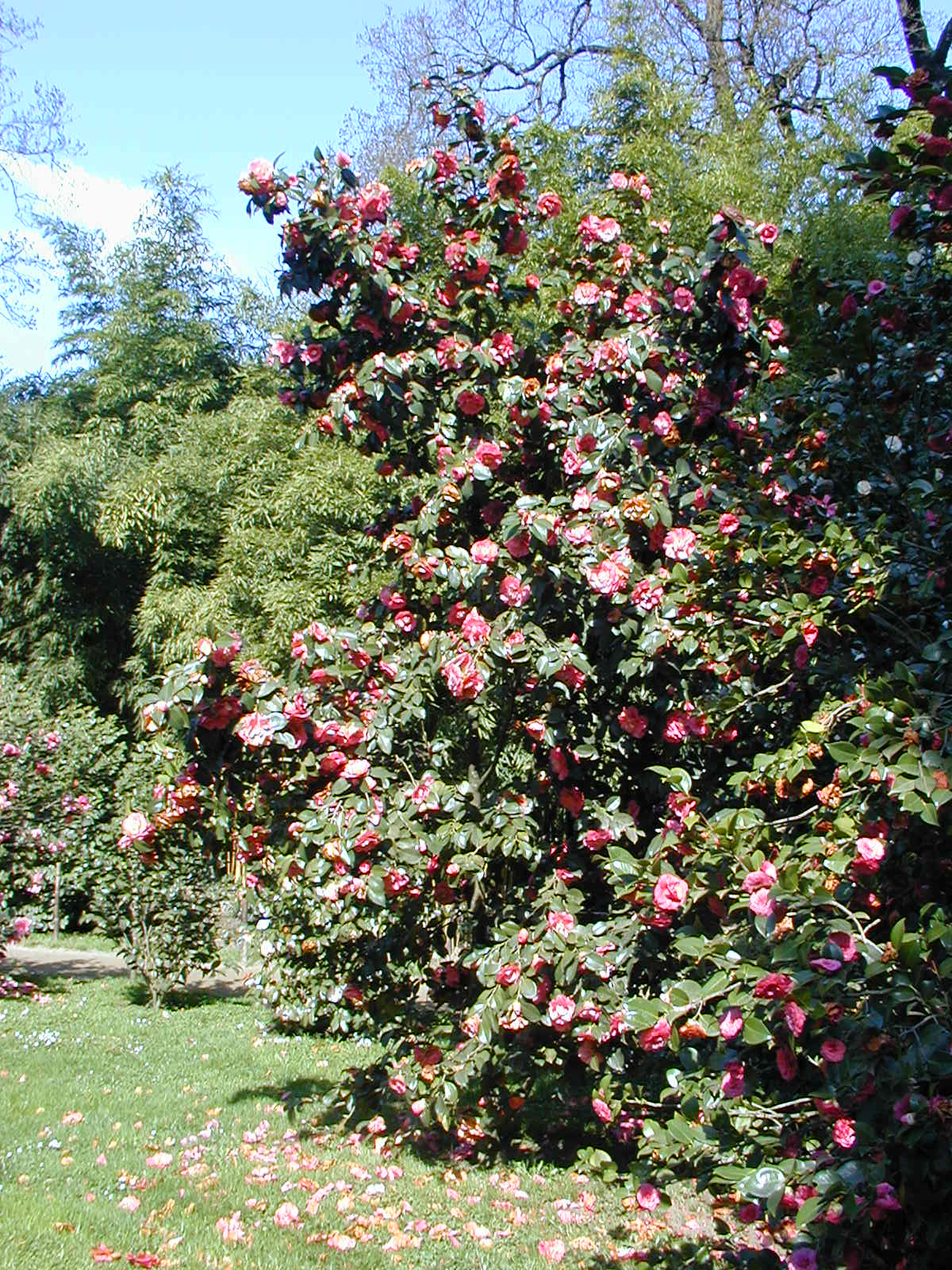
Vista de la planta

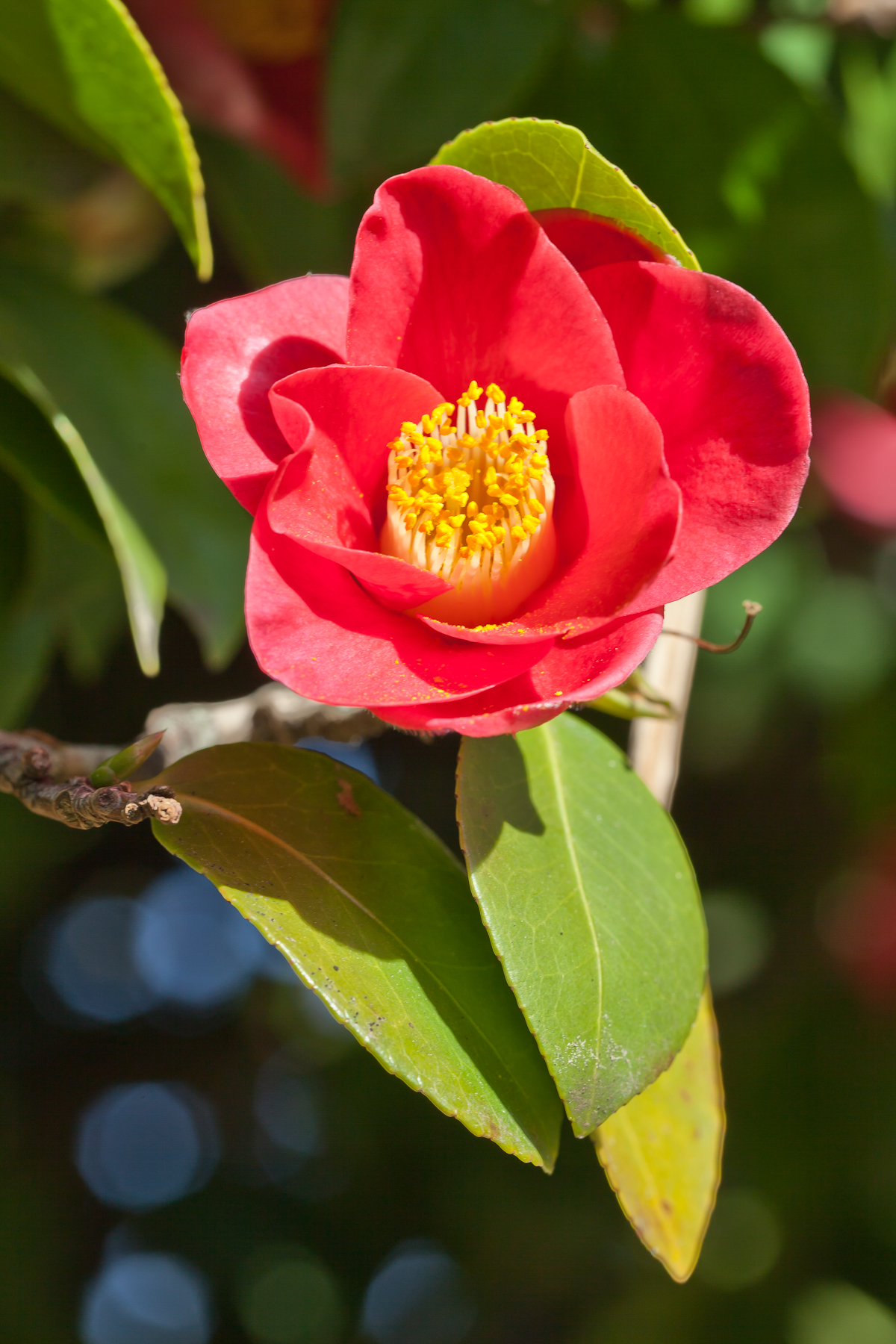
Flor

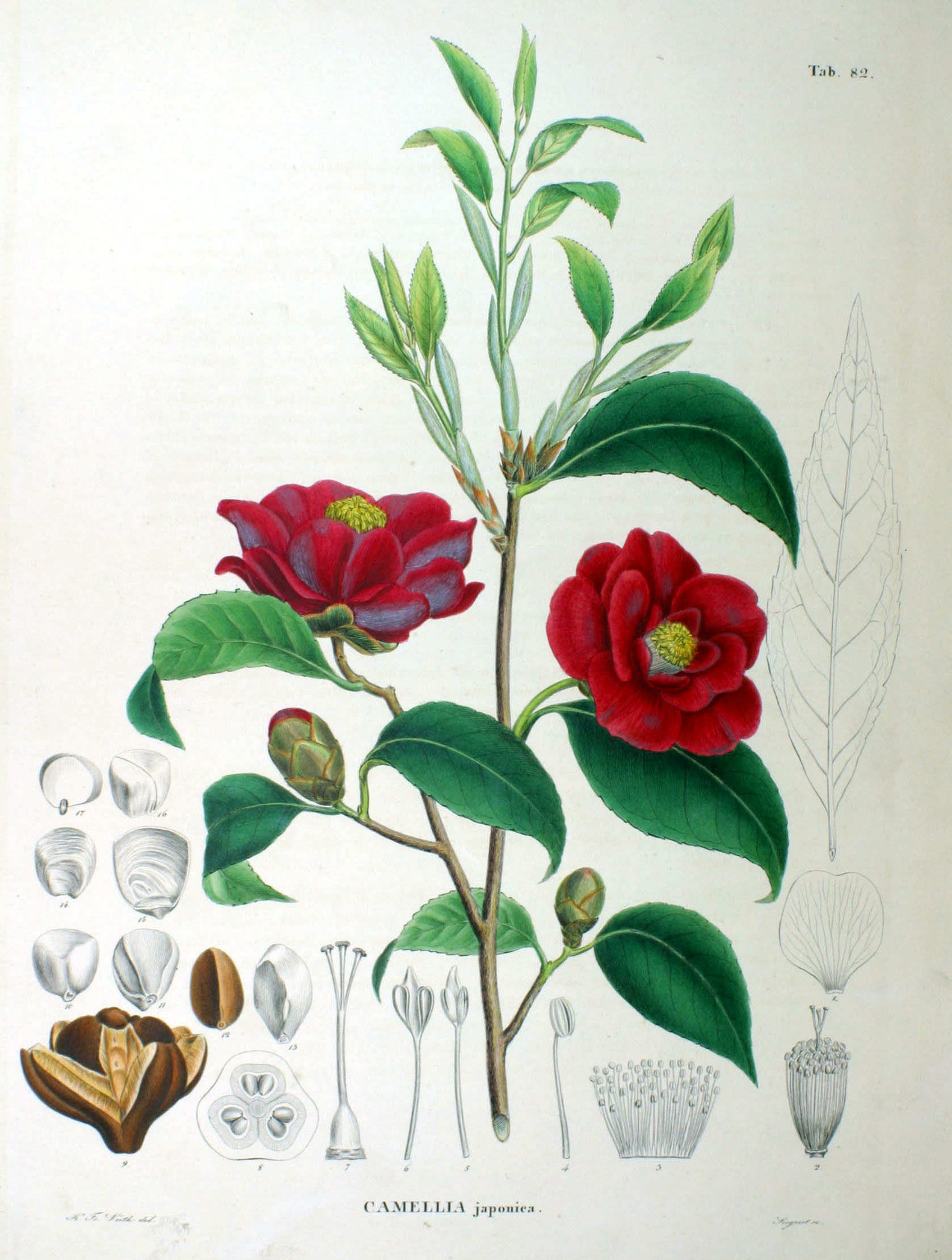
Ilustración

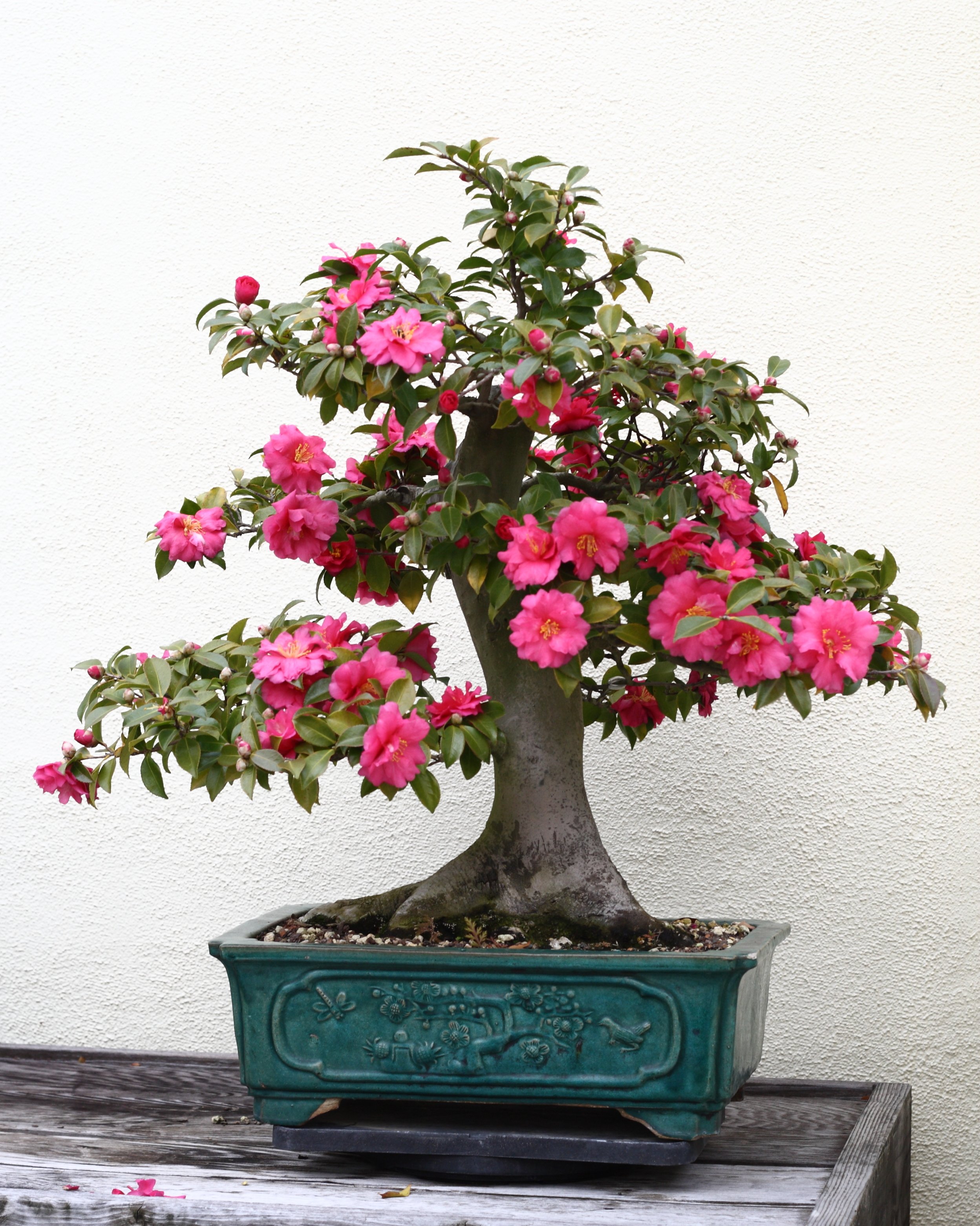
Bonsái de C. japonica.

## Distribución
Es un arbusto floral o un árbol pequeño, nativo de Japón, Corea y China. 
En la zona central de Chile, la ciudad de Bulnes es conocida como la ciudad de las Camelias.

## Descripción
Son arbustos o árboles que alcanzan un tamaño de 1,5-6 (-11) m de altura. Las ramas jóvenes son de color marrón grisáceo; las ramillas del año en curso púrpura marrón, glabras. Peciolo de 5-10 mm, pubescentes o glabros adaxialmente; la lámina de la hoja ampliamente elípticas, elípticas, u oblongo-elípticas, 5-10,5 (-12) × 2,5-6 (-7) cm, coriáceas, envés pálido punteado glandular verde y marrón, el haz verde oscuro, ápice cortamente acuminado y con una punta obtusa. Flores axilares o subterminales, solitarias o en pares, de 6-10 cm de diámetro. Subsésiles. Pétalos de 6 o 7, pero a menudo más de cultivares, rosa o blanco. El fruto es una cápsula globosa de 2,5 a 4,5 cm de diámetro con 1 o 2 semillas por lóculo; pericarpio 5-8 mm de grosor cuando está seco, amaderado. Semillas marrones, semiglobosas a globosas, de 1-2 cm de diámetro. Fl. ene-mar, fr. septiembre-octubre. Tiene un número de cromosomas de 2 n = 30, 45, 75.
En sus hábitats naturales crece 6-9 m de altura. Es usualmente rojo, flores penta-petaladas de 5-8 cm de diámetro.
Hay más de 2000 híbridos desarrollados de Camellia japonica. La forma de las flores puede variar del rojo al rosa y blanco, y a veces con tiras y manchas multicoloreadas.

## Cultivo
Los cultivares de Camellia japonica incluyen a 'Elegans' con grandes flores rosadas y manchas blancas, 'Guilio Nuccio' pétalos rojos a rosados y estilos y estambres amarillos, 'Mathotiana Alba' puras flores blancas.

## Taxonomía
Camellia japonica fue descrita por Carlos Linneo  y publicado en Species Plantarum 2: 698. 1753.
Etimología
Camellia: nombre genérico otorgado en honor del botánico y misionero jesuita del siglo XVII Jiří Josef Camel (también conocido como Camellus), que fue el primero en describirlas y dibujarlas en una viaje a Filipinas a bordo de un galeón español. Carlos Linneo nombró a este género en su honor.
japonica: epíteto geográfico que alude a su localización en Japón.
Sinonimia
- Camellia bonnardi Berl.
- Camellia bonnardii Berl. ex Lem.
- Camellia florida Salisb.
- Camellia hayaoi Yanagita ex Kusaka
- Camellia hozanensis (Hayata) Hayata
- Camellia kaempferia Reboul
- Camellia mutabilis Paxton
- Camellia nakaii (Hayata) Hayata
- Camellia planipetala Lem.
- Camellia sylvestris Berl.
- Camellia tsubakki Crantz
- Camellia tuckiana auct.
- Camellia wabiske (Makino) Kitam.
- Kemelia japonica (L.) Raf.
- Thea camellia Hoffmanns.
- Thea hozanensis Hayata
- Thea japonica (L.) Baill.
- Thea japonica var. hortensis Makino
- Thea japonica var. spontanea Makino
- Thea nakaii Hayata[6]

## Galería de cultivares

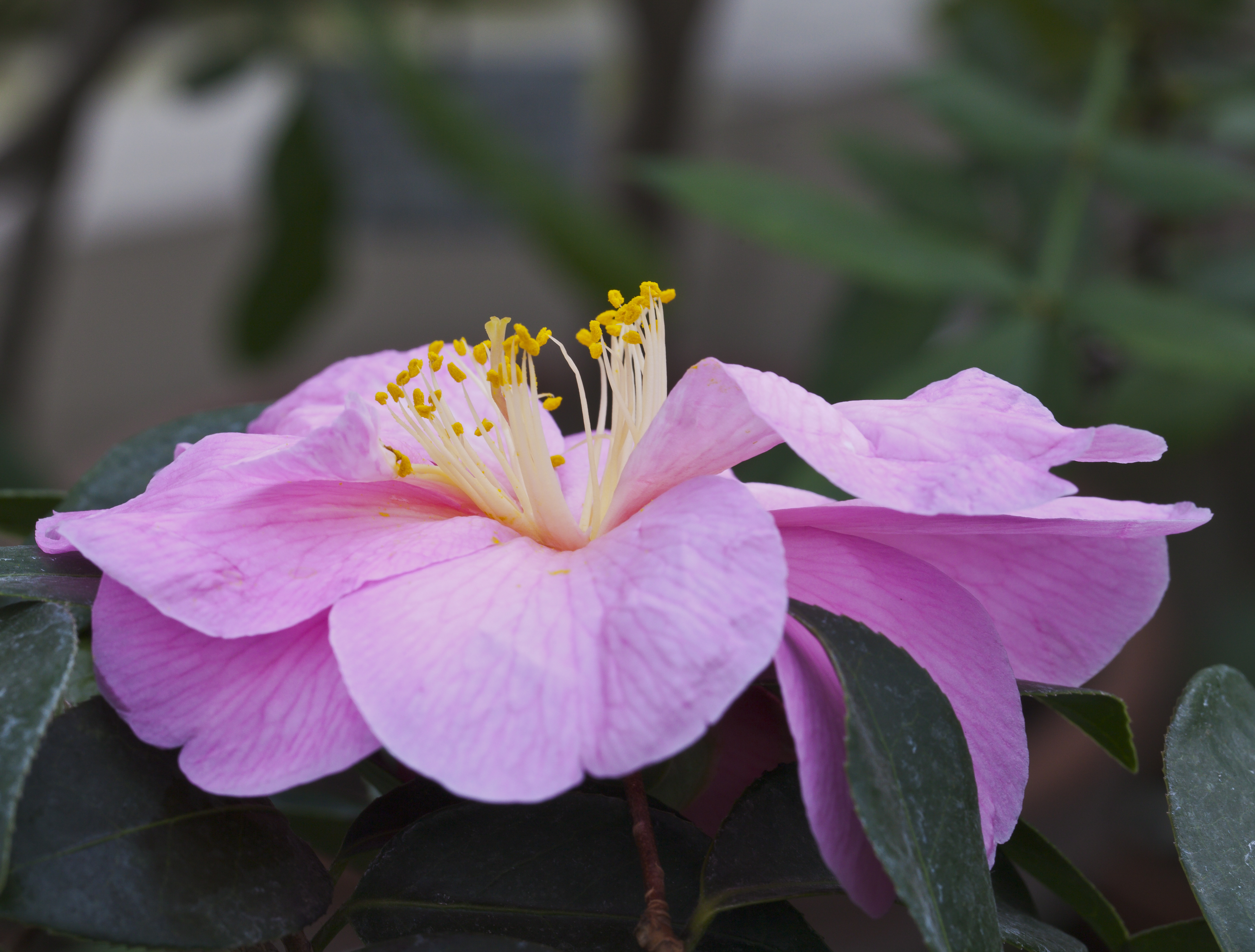
Detalle de los pétalos.
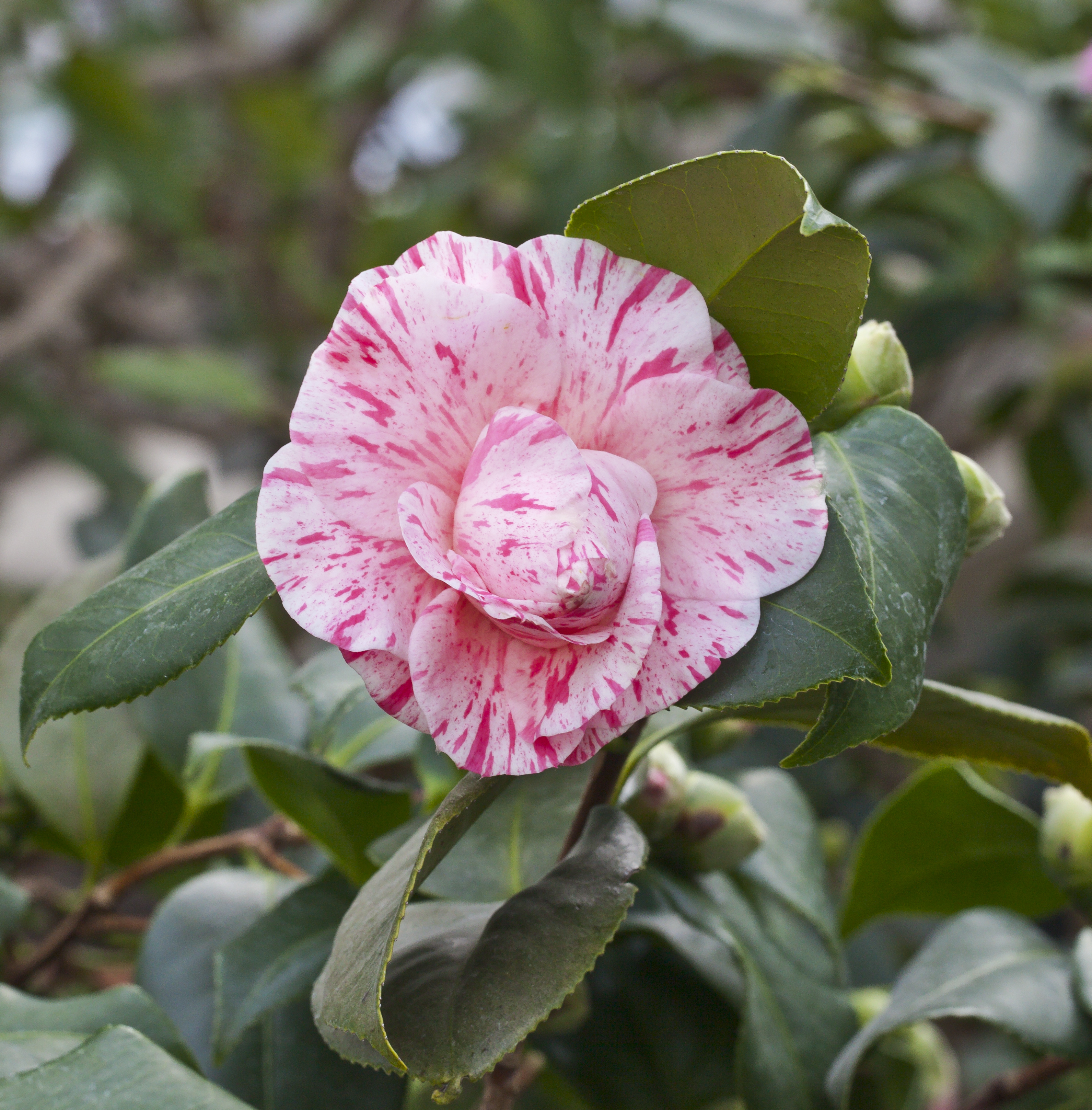
Ejemplar de varios colores.
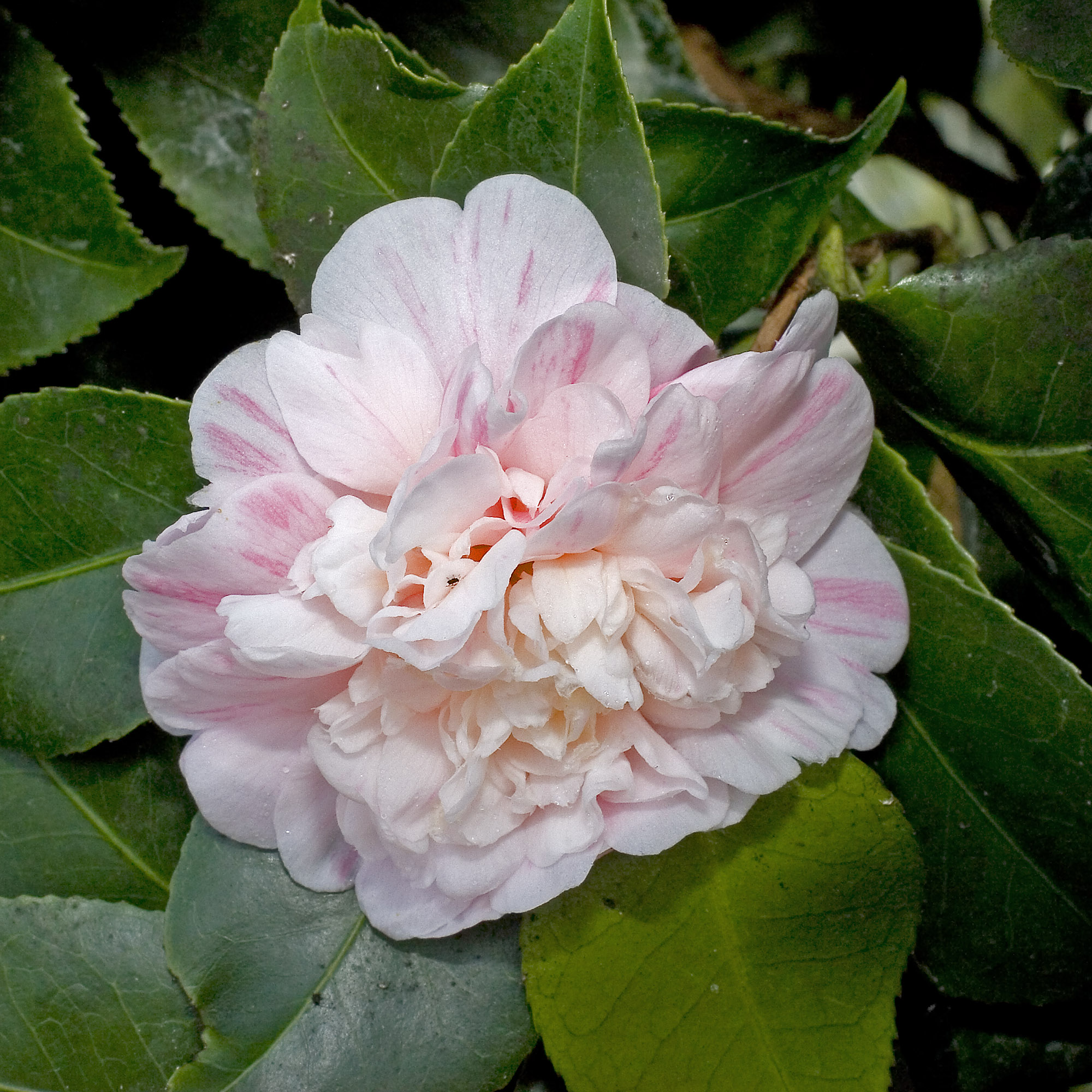
Cultivar Colombo.
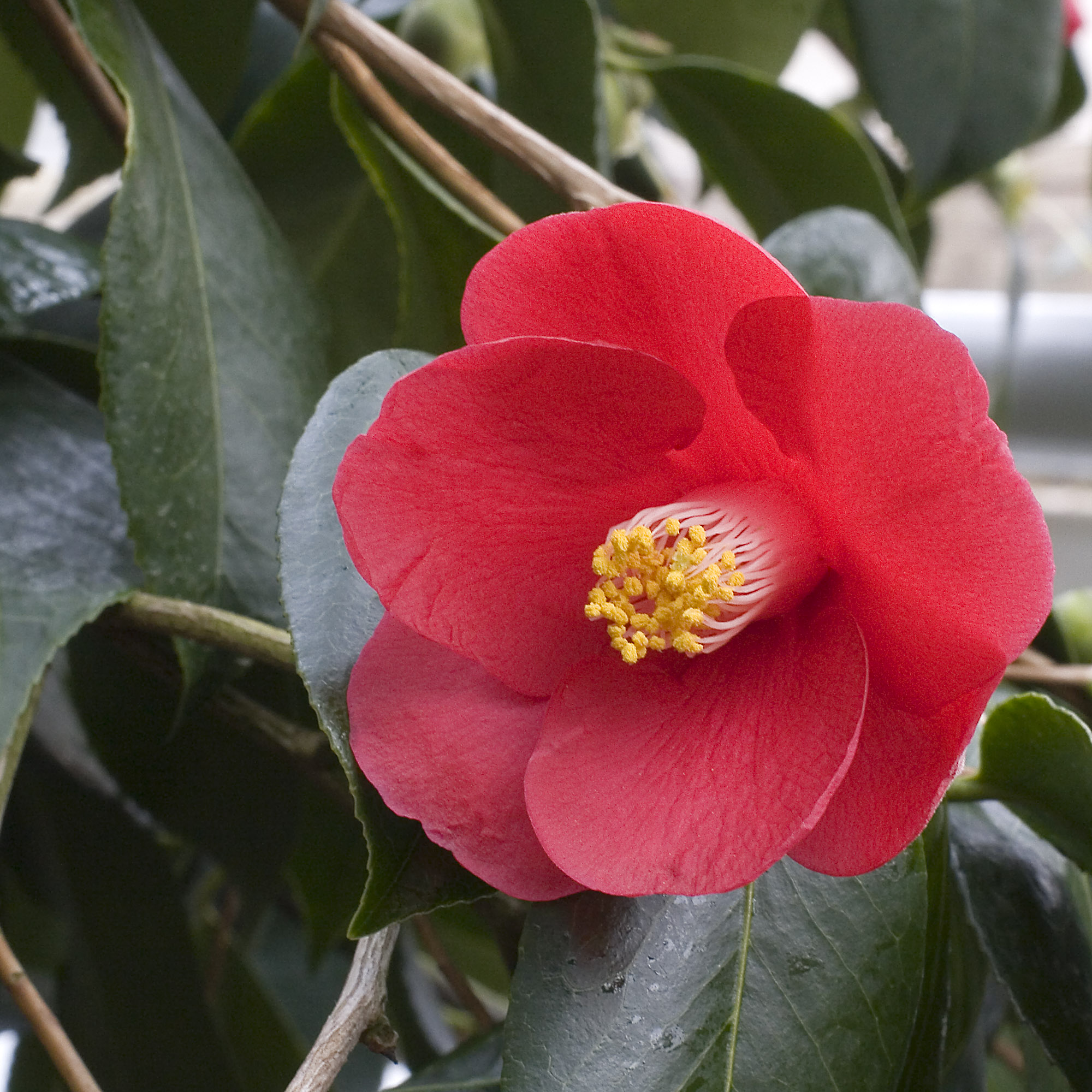
Cultivar Ashiya.
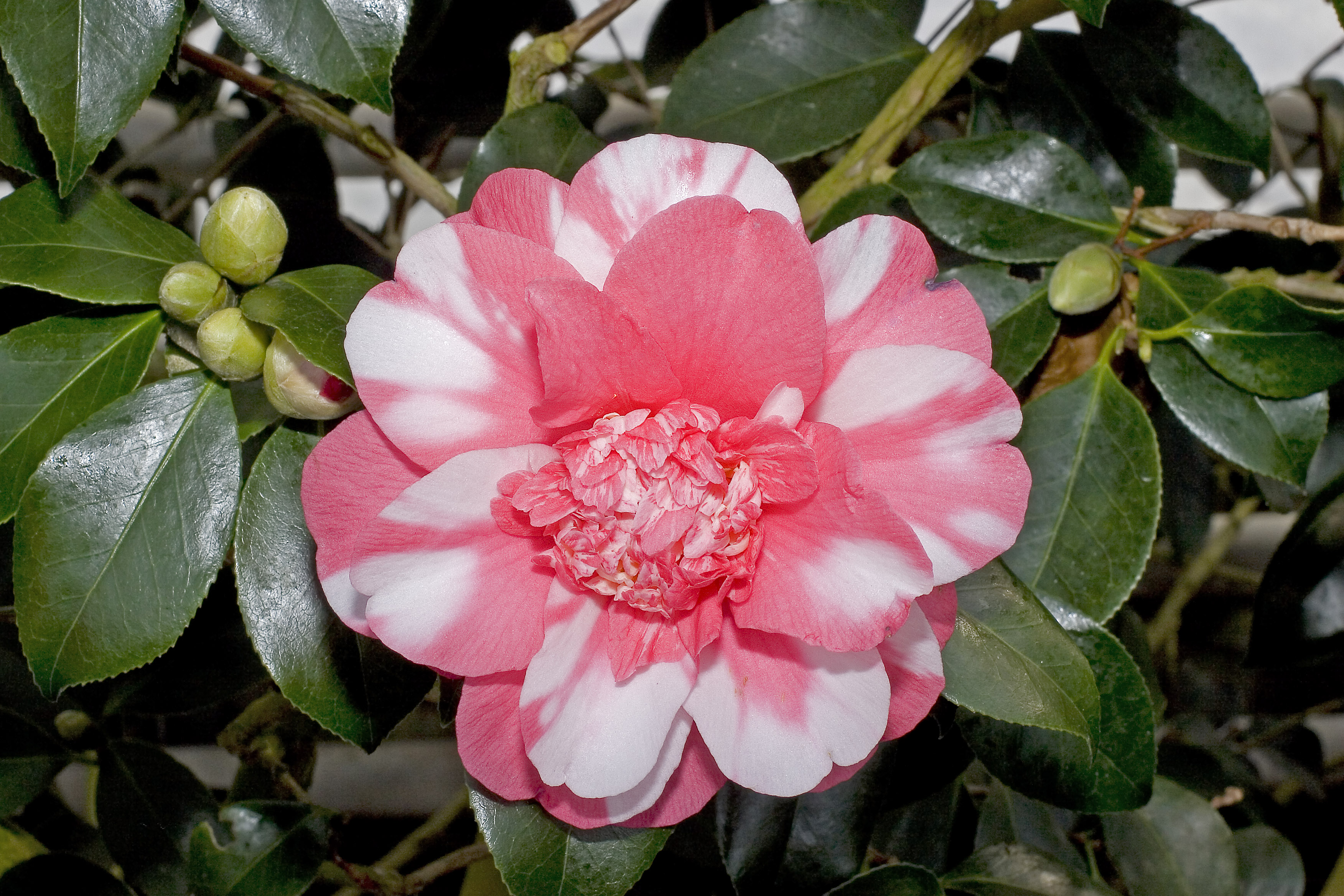
Cultivar Chandlers Elegance.
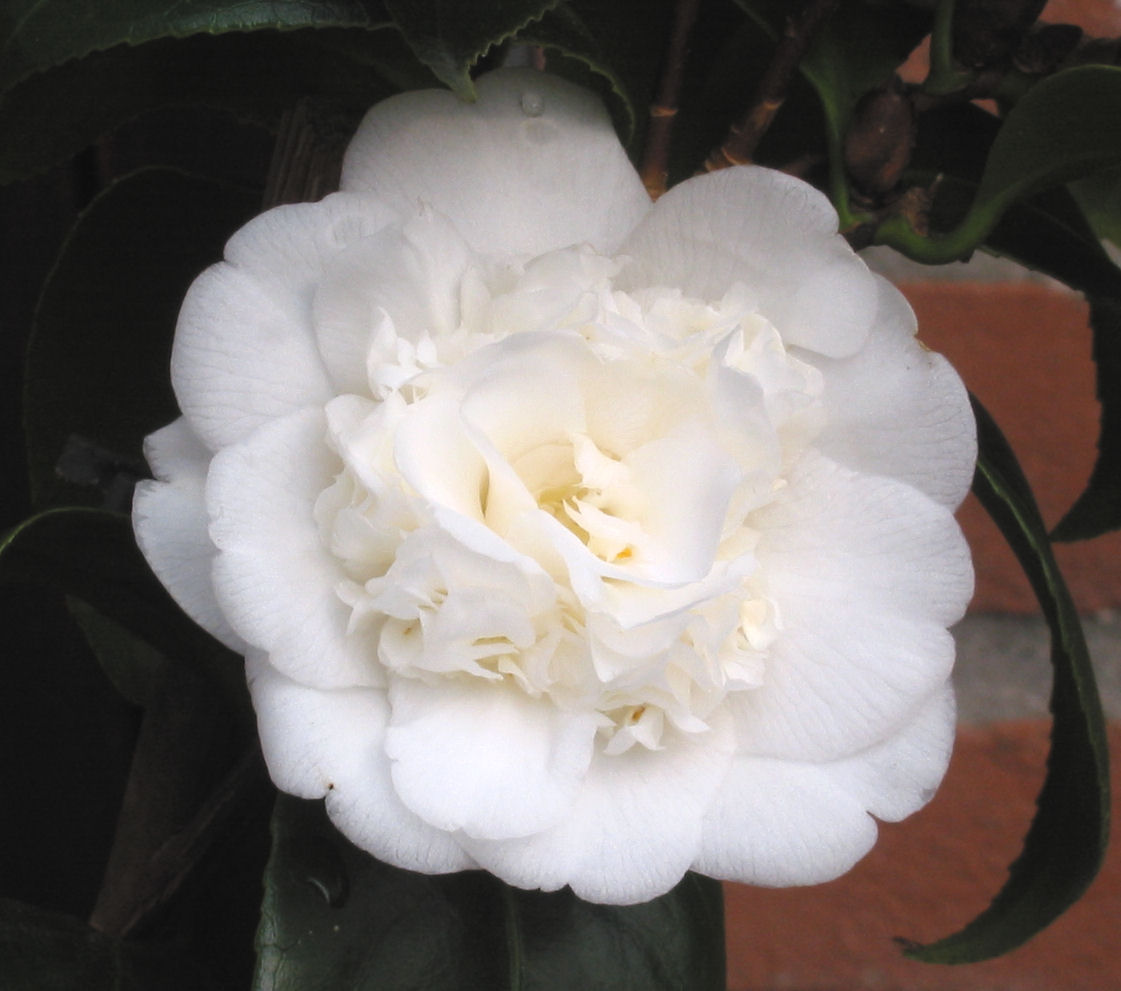
Cultivar Nobilissima.
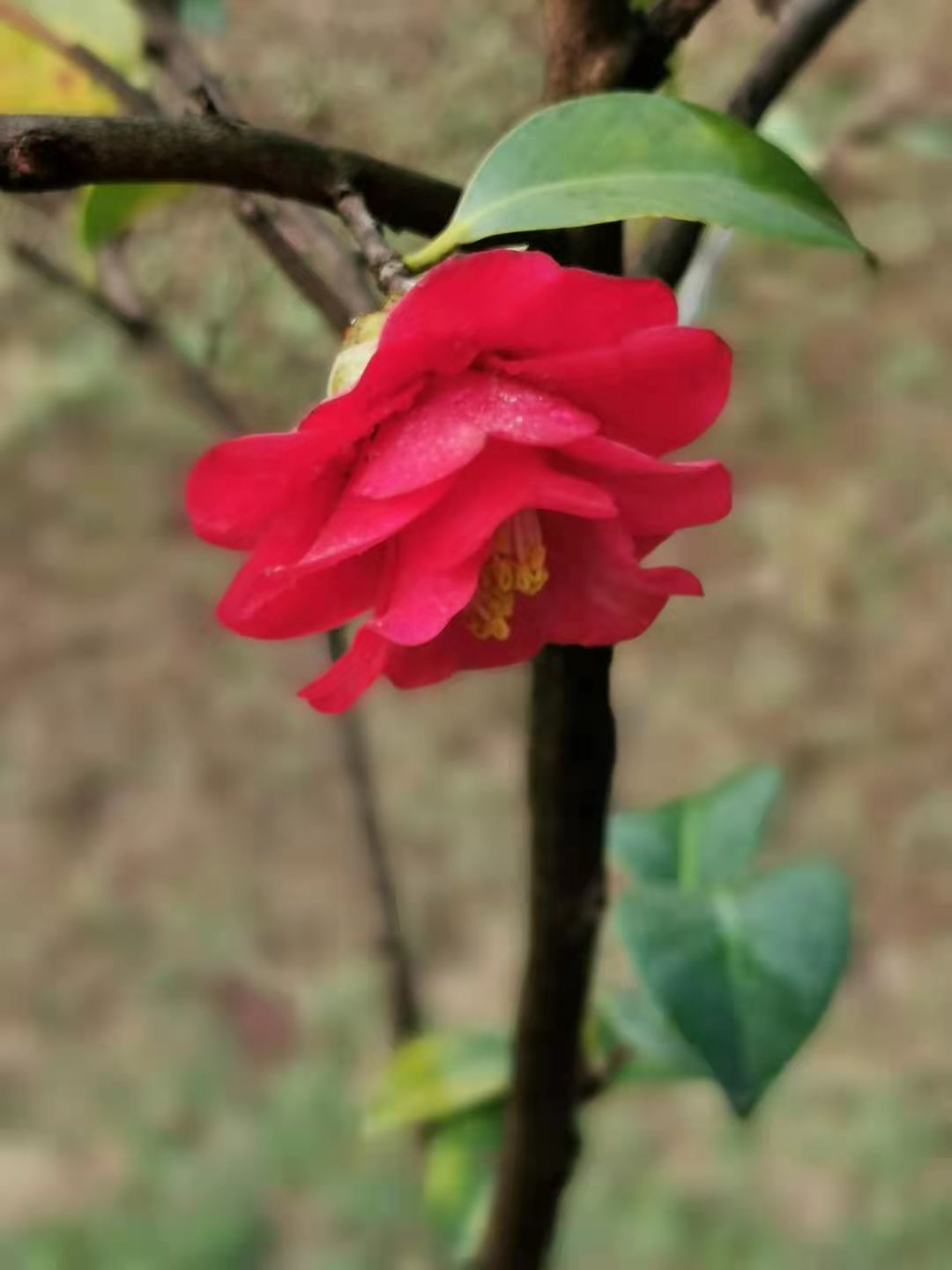
'Songzi'（Pine Cone）
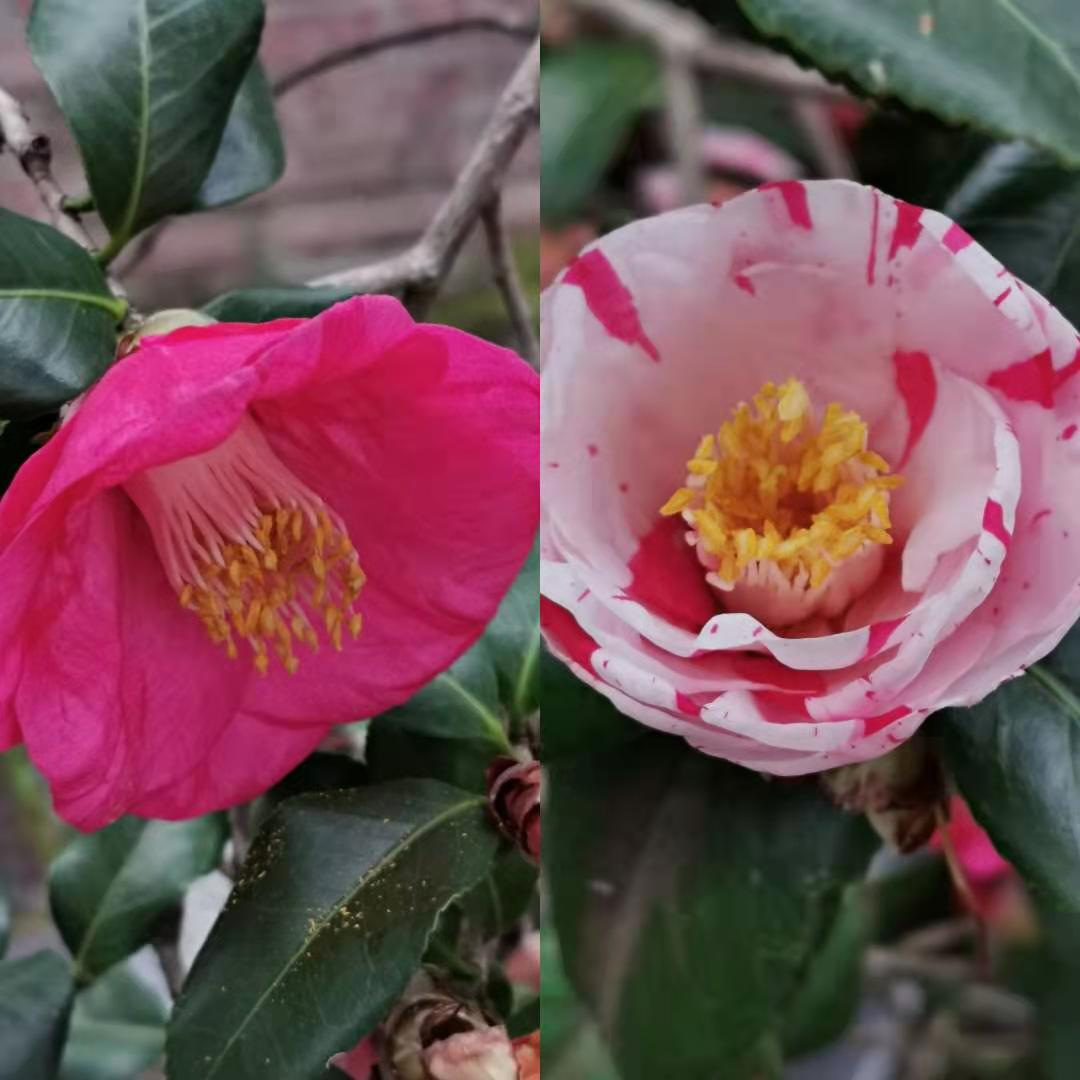
蝦夷錦 'Ezo-nishiki'